# Karbach (Hunsrück)
Karbach település Németországban, Rajna-vidék-Pfalz tartományban. Lakosainak száma 644 fő (2023. december 31.). Karbach Boppard és Dörth községekkel határos.

## Népesség
A település népességének változása:
| Lakosok száma | 489  | 634  | 630  | 642  | 645  | 644  |
|               | 1975 | 2017 | 2019 | 2021 | 2022 | 2023 |